# Stazione di Falerna
Stazione di Falerna vasútállomás Olaszországban, Calabria régióban, Falerna településen.

## Vasútvonalak
Az állomást az alábbi vasútvonalak érintik:
- Battipaglia–Reggio di Calabria-vasútvonal

## Kapcsolódó állomások
A vasútállomáshoz az alábbi állomások vannak a legközelebb:
- Stazione di Nocera Terinese
- Stazione di Gizzeria Lido